# Hysteropterum melanostictum
Hysteropterum melanostictum är en insektsart som beskrevs av De Bergevin 1917. Hysteropterum melanostictum ingår i släktet Hysteropterum och familjen sköldstritar. Inga underarter finns listade i Catalogue of Life.